# جبر رابطه‌ای
جبر رابطه‌ای (به انگلیسی: Relational algebra) خانواده‌ای از علم جبر است، که در آن معناشناسی خوش-فرم وجود دارد، و از آن برای مدل‌سازی داده ذخیره شده در پایگاه داده رابطه‌ای و نیز تعریف پرسمان روی آن استفاده می‌شود.
کاربرد اصلی جبر رابطه‌ای در ایجاد پایه و اساس برای پایگاه داده رابطه‌ای است، بخصوص برای زبان‌های پرسمان برای این پایگاه‌های داده، که در راس آن‌ها SQL قرار دارد.
جبر رابطه‌ای توسط ادگار کاد در مدتی که در IBM کار می‌کرد ساخته شده‌است.

## عملگرهای جبر رابطه‌ای
پنج عملگر اصلی در جبر کاد: انتخاب، سایه انداختن، ضرب دکارتی، اجتماع در مجموعه، و تفاضل مجموعه‌ای هستند.
در زیر چندین ارجاع به عملگرها ذکر شده است، برای مطالعه بیشتر عملگرها از لینک موجود استفاده نمایید:
- انتخاب (Selection)، که نماد σ دارد.
- سایه انداختن (Projection) که نماد Π دارد.
- تغییر نام (Rename) که نماد ρ دارد.

## عملگرهای مجموعه ای
- ضرب دکارتی (Cartesian product) ضرب متقابل یا اتصال متقابل
- اجتماع در مجموعه (Union)
- تفاضل مجموعه‌ای (Set Difference)

## عملگرهای پیوندی و شبه پیوندی
- عملگر پیوند طبیعی (Natural join) که نماد ⋈ دارد.
- پیوند تتا و پیوند برابر (θ-join and equijoin)
- پیوندنیمه (Semijoin) که نماد (⋉) یا (⋊) دارد.
- ضدپیوند (Antijoin) که نماد ▷ دارد.
- تقسیم (Division) که نماد ÷ دارد.

## گسترش‌های معمول در جبر کاد
در عمل جبر رابطه‌ای کلاسیک که در بالا توصیف گردید توسط عملگرهای متنوعی مثل پیوند بیرونی، توابع تجمیعی، و حتی بستار تعدی گسترش می یابد.
- پیوند بیرونی (Outer joins)
- پیوند بیرونی از سمت راست (Left outer join) که نماد ⟕ دارد.
- پیوند بیرونی از سمت چپ (Right outer join) که نماد ⟖ دارد.
- پیوند بیرونی کامل (Full outer join) که نماد ⟗ دارد.

## عملگرهای محاسباتی دامنه‌ای
- توابع تجمیعی (Aggregation)
- بستار تعدی (Transitive closure)